# Агафонов, Григорий Михайлович (комбайнёр)
Григорий Михайлович Агафонов (1912 — 2001) — советский работник сельского хозяйства, комбайнер, Герой Социалистического Труда (1952).

## Биография
Родился 19 декабря 1912 года в хуторе Макаровский Российской империи, ныне Верхнедонского района Ростовской области.
Окончив в 1926 году начальную школу, поступил на работу в Мешковскую МТС. В 1929 году перешел в колхоз «Красный Октябрь», где до призыва в Красную армию работал комбайнером. После службы в РККА вернулся в Ростовскую область и в 1937—1941 годах работал в Казанской МТС.
Участник Великой Отечественной войны. Демобилизовавшись после войны, снова вернулся в Казанскую МТС, где работал комбайнером. В 1951 году намолотил комбайном «Сталинец-6» с убранной площади за 25 рабочих дней 8661 центнер зерновых культур. После расформирования МТС, перешел в колхоз «Красный Октябрь», где проработал до середины 1980-х годов. Занимался общественной деятельностью — избирался депутатом Каменского областного и Верхнедонского районного Совета депутатов трудящихся.
Выйдя на пенсию, жил в станице Казанская Верхнедонского района Ростовской области. Умер 22 января 2001 года.

## Награды
- Указом Президиума Верховного Совета СССР от 7 августа 1952 года за достижение высоких показателей на уборке и обмолоте зерновых и масличных культур в 1951 году Агафонову Григорию Михайловичу присвоено звание Героя Социалистического Труда с вручением ордена Ленина и золотой медали «Серп и Молот».
- Также награждён орденом Отечественной войны 2-й степени (1985), медалями «За победу над Германией в Великой Отечественной войне 1941—1945 гг.» (1946), «За доблестный труд в ознаменование 100-летия со дня рождения В И Ленина» (1970), «25 лет Победы в Великой Отечественной воине» (1965), «50 лет Вооруженным Силам СССР» (1967), «70 лет Вооруженным силам СССР» (1988), «30 лет Победы в Вели¬кой Отечественной войне» (1975), «40 лет Победы в Великой Отечественной войне» (1985), «50 лет Победы в Великой Отечественной войне» (1995) и медалью Жукова (1996).
- «Заслуженный колхозник» (1984).